# Самоанці

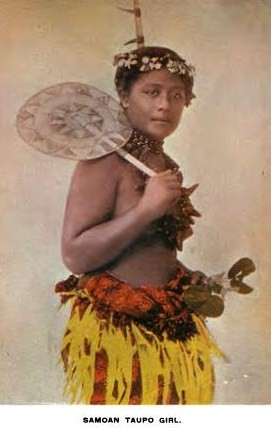

Самоанці — корінне населення островів Самоа. Проживають також в Австралії, Новій Зеландії, на Гавайських островах. Загальна чисельність — близько 500 тис. чол. Самоназва — Самоа. Мова — Самоанська, писемність з XIX ст., латиниця. В обігу також англійська. Віруючі — протестанти та католики.
Першим осередком розвитку полінезійської культури вважається архіпелаг Тонга, з якого були заселені Самоа. Потім протополінезійці заселили о-ви Футуна, Токелау, Тувалу та ін. В етногенезі самоанців брали участь також інші полінезійці та фіджійці. З кінця XIX ст. Самоа знаходилося в колоніальній залежності від США (Східне Самоа) та Німеччині, а з часів Першої світової війни до початку 1960-х — Нової Зеландії (Західне Самоа).
Господарство, матеріальна і духовна культура подібні загальнополінезійській. Заняття — землеробство, тваринництво та рибальство. Славилися виготовленням циновок — вони служили міновим еквівалентом. В наш час існує рибоконсервна промисловість, на експорт йдуть копра, банани та какао.
Будинки самоанців — вуликоподібні (круглі) (фале), з каркасом. Дах з сухих стебел цукрової тростини, листя пандануса або кокосової пальми розташовується на дерев'яних стовпах. Стіни відсутні, але вночі і при поганій погоді отвори між стовпами завішують рогожами, які в зібраному виді зберігаються під дахом (по його периметру). Підлога викладена рівною буйною галькою. В наш час зустрічаються фале і з залізним дахом.
З ремесел поширене плетіння, виготовлення тапи, різьблення по дереву і каменю, будівництво човнів полінезійського і меланезійського типів.
Соціальна організація — великосімейної громади (аїнга), очолювані радою (Фоно). Вид спорідненості — білінійний, шлюб — патрилокальний.  Аїнга складається з трьох-чотирьох поколінь найближчих родичів по чоловічій лінії, жінок, які прийшли в общину по шлюбу, і осіб, включених в неї в результаті усиновлення або удочеріння. Члени аїнги (в середньому 40-50 осіб) спільно володіють землею і спільно виконують усі трудомісткі роботи.
Село населяє кілька аінг. Голова самої знатної аїнги є матаї всього села. Він засідає в сільській раді (Фоно) разом з головами інших громад. Влада вождя (Матаї) — спадкова і виборна. Десять — дванадцять сіл становлять округу (ітумало). У гостьовому будинку найвпливовішою села збирається окружні Фоно, в якому беруть участь глави всіх сіл. Округою (ітумало) управляє верховний окружний вождь, якого обирає рада місцевих вождів, при цьому враховується думка представників клану, які компактно проживають в інших районах Самоа.